# تیم ملی بسکتبال زنان لیتوانی
تیم ملی بسکتبال زنان لیتوانی (به لیتوانیایی: Lietuvos nacionalinė moterų krepšinio rinktinė) نماینده لیتوانی در مسابقات بین‌المللی بسکتبال زنان است . این تیم توسط فدراسیون بسکتبال لیتوانی اداره می شود .

## نگارخانه

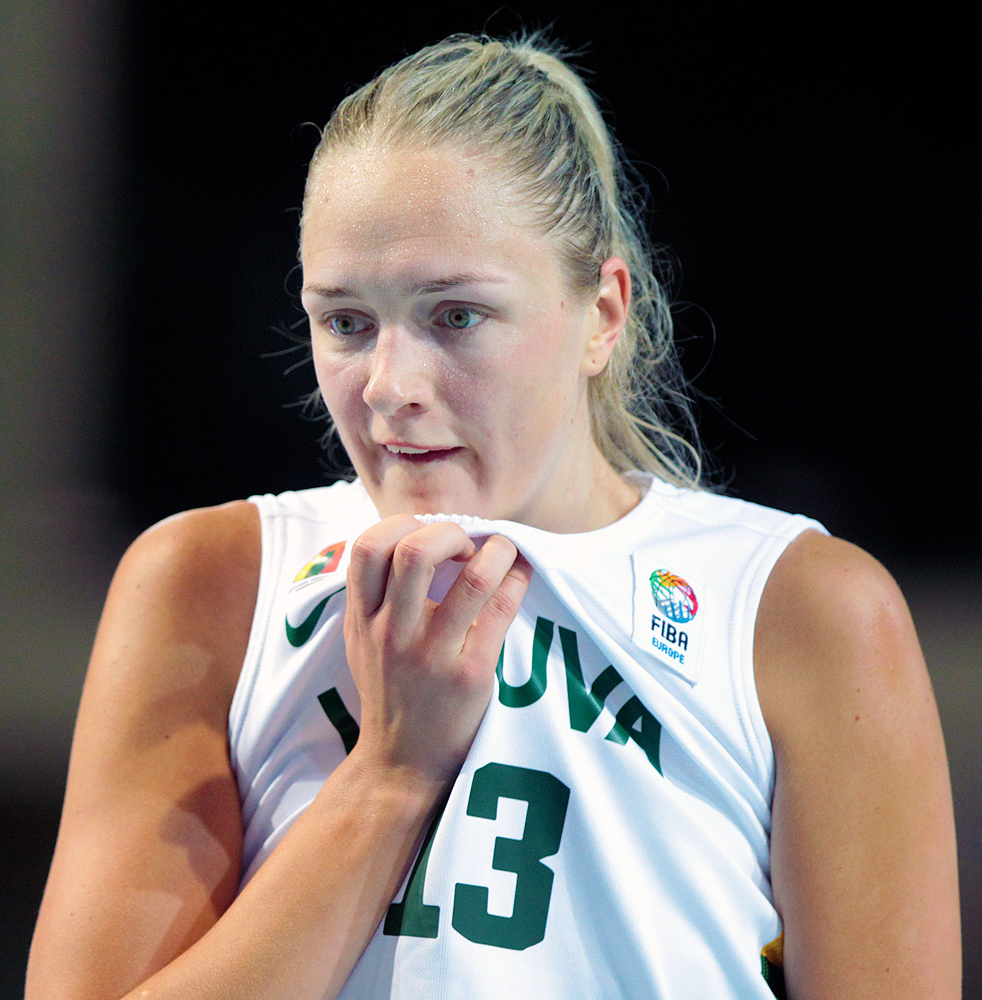
گینتارپترونیت به همراه تیم ملی لیتوانی
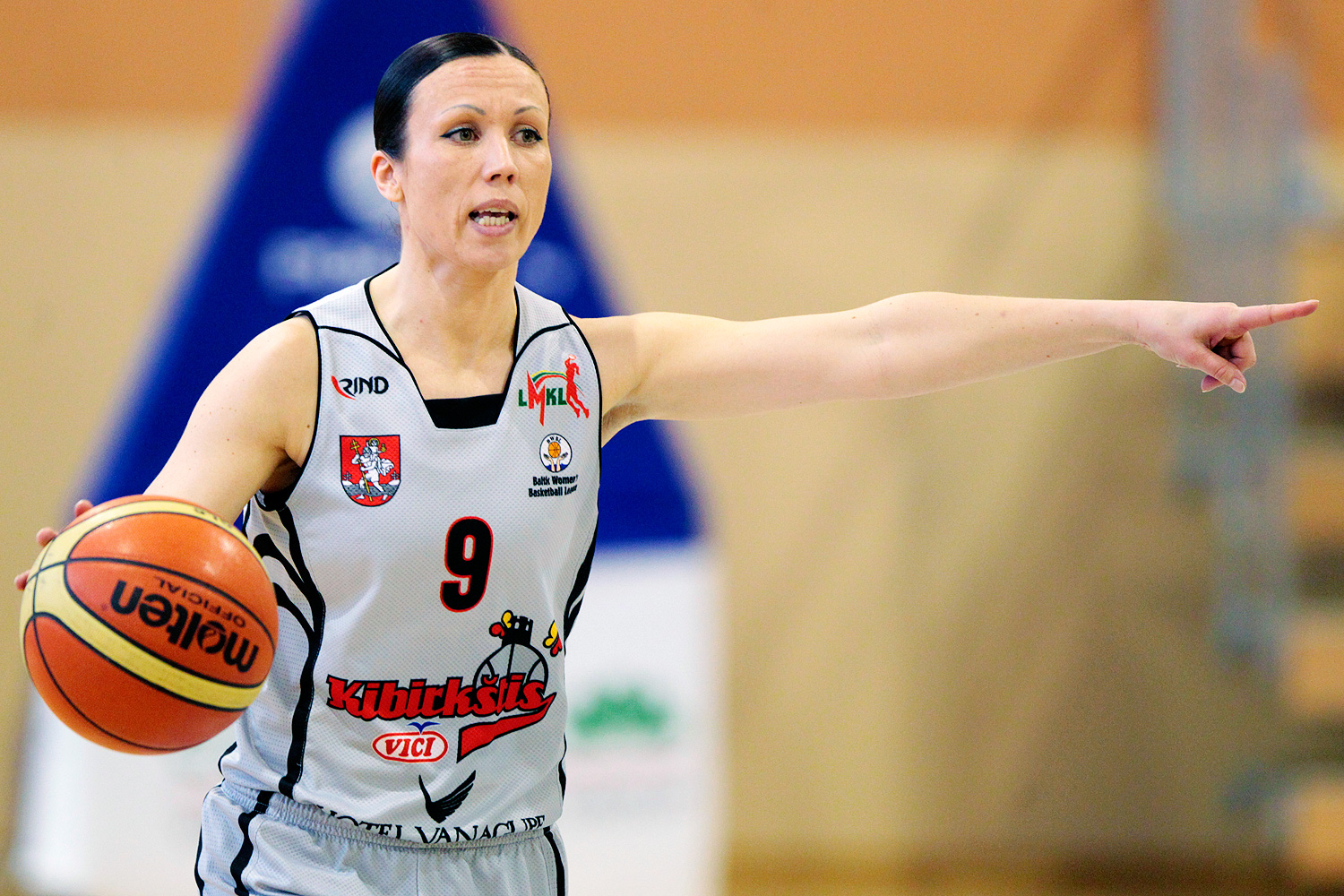
ریما والنتینه
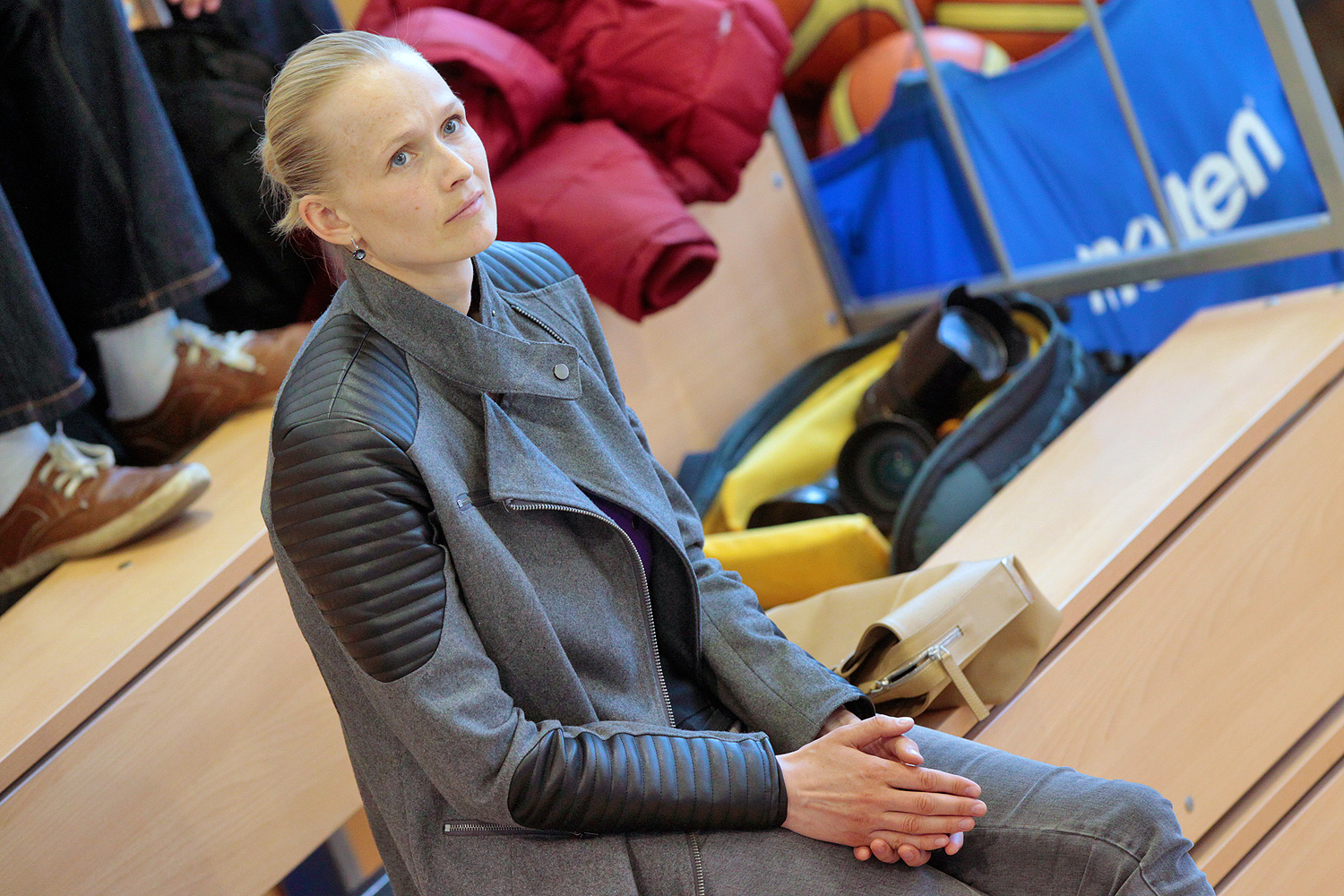
کریستینا ونگریتی
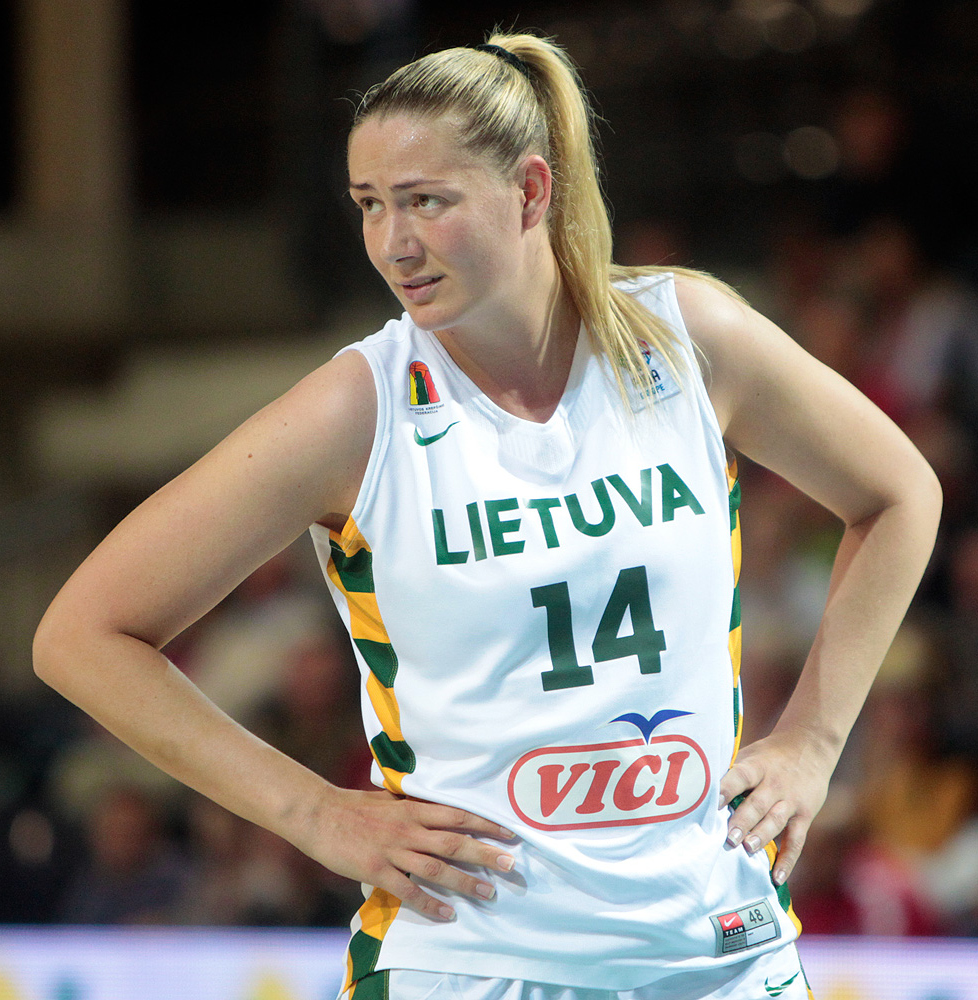
اگلی سولسیوت به همراه تیم ملی لیتوانی
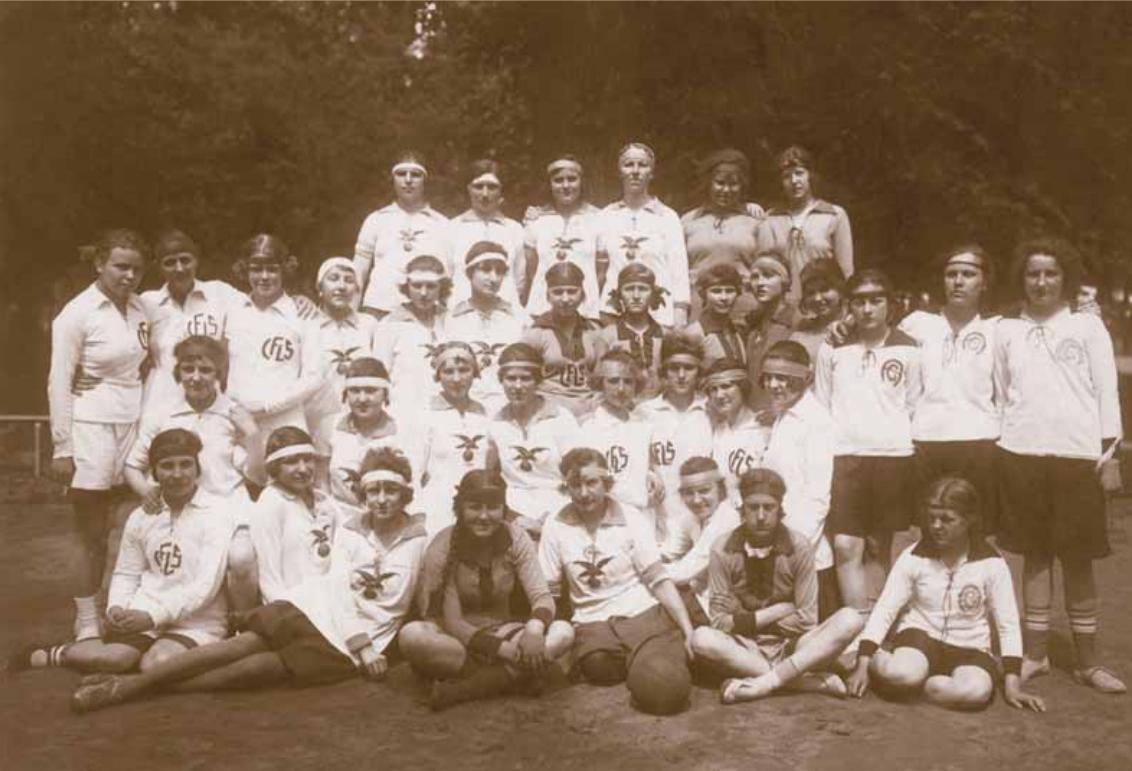
نخستین بازیکنان بسکتبال زن در لیتوانی